# De administrando imperio
De administrando imperio è un'opera scritta tra il 948 e il 952 dall'imperatore bizantino Constantino VII.

## Descrizione
Costantino fu un imperatore-studioso, sotto il quale vi fu una rinascita dell'insegnamento e della vita intellettuale nell'Impero bizantino. Scrisse molte altre opere, tra cui De ceremoniis, un trattato sull'etichetta e le procedure della corte imperiale, e una biografia di suo nonno Basilio I. La traduzione del titolo dell'opera è Dell'amministrazione dell'impero; il titolo originale è Πρὸς τὸν ἴδιον υἱὸν Ῥωμανόν (Pros ton ìdion hyiòn Rōmanòn, "Al nostro proprio figlio Romano") ed era destinato ad essere un manuale di politica interna ed estera per il suo figlio e successore, l'imperatore Romano II. Contiene dei consigli sul funzionamento del multietnico impero e sul modo di combattere i nemici esterni. Vi sono combinate due opere precedenti di Costantino, Περὶ ἔθνων (Perì èthnōn, "Riguardo ai popoli"), in cui si parla della storia e delle caratteristiche delle nazioni confinanti con l'impero, e Περὶ θεμάτων (Perì themàton, "Riguardo alle province"), che si occupa degli eventi da poco accaduti nelle province. 
Inizialmente si trattava di una fra le tante opere di Costantino, ma più tardi assunse un'importanza considerevole come fonte per la storia dell'Europa alto-medievale. Ad esempio, descrive l'arrivo dei serbi e dei croati nei Balcani del VII secolo, la Rus' di Kiev, la Grande Moravia, i vareghi (che vengono denominati ugualmente "Rus" ma vengono descritti come un popolo differente dagli slavi), e anche di altri gruppi come i peceneghi, gli arabi, gli ungari, gli armeni, i georgiani e i longobardi. Inoltre contiene un discorso approfondito sulle potenziali alleanze con diversi popoli della steppa pontica e del Caucaso per contrastare la potenza della Khazaria.
Un argomento dell'opera è l'idea che differenti nemici possano essere manipolati per farli combattere tra di loro anziché sprecare le ricchezze e le risorse imperiali per combatterli.
Tra ciò che è degno di nota vi è la parte che descrive l'utilizzazione del fuoco greco. Costantino non ne indica gli ingredienti: la composizione infatti è così segreta che non la poteva descrivere neanche al proprio figlio, al quale l'opera venne inizialmente destinata.
Nei 53 capitoli vengono coperti molti temi e descritti diversi popoli e regioni, come la Moravia, gli iberi e gli slavi presenti in differenti parti della Grecia e della Turchia contemporanee. Include anche delle genealogie bizzarre, tra le quali quella di Maometto nel capitolo 14.
Il De administrando imperio non fu mai inteso per la pubblicazione, in quanto contenente molti segreti, ma solo per l'uso personale da parte di Romano II. L'ultima copia sopravvissuta fu fatta per Giovanni Ducas alla fine dell'XI secolo. Attualmente ne esistono tre solo copie manoscritte complete (due si trovano presso la Biblioteca nazionale di Francia a Parigi e la terza nella Biblioteca Vaticana) e una parziale che attualmente si trova a Modena. Fu pubblicato per la prima volta nel 1611 da Johannes Meursius, che gli diede il titolo latino con cui è adesso universalmente conosciuto. Costantino stesso non diede mai un titolo al suo lavoro. Fra gli editori successivi vi fu Jacques Paul Migne nella Patrologia Graeca.
L'ultima edizione critica fu opera di John Bagnell Bury, ma venne completata da Gyula Moravcsik e tradotta in inglese da Romily J. H. Jenkins nel 1967.